# Мармот
Мармот (англ. Marmot Island) — остров на севере Кадьякского архипелага. В административном отношении относится к боро Кадьяк-Айленд, штат Аляска, США. Расположен к востоку от острова Афогнак. Первоначально назывался Еврашичим островом, так его назвал Гаврила Сарычев в 1826 году (еврашка — диалектное название сусликов). Американцы дали впоследствии острову схожее англоязычное название (marmot — сурок).
Остров составляет примерно 11,5 км в длину и 5,5 км в ширину. Площадь — 45,2 км². Самая высокая точка острова составляет 216 м над уровнем моря. Постоянного населения нет.